# ティンチョー
ティンチョー（ビルマ語: ထင်ကျော်、ラテン文字転写: Htin Kyaw、1946年7月20日 - ）は、ミャンマーの政治家、慈善団体活動家、元財務官僚。第9代ミャンマー連邦共和国大統領。アウンサンスーチーの側近を長く務めた。

## 概要
イギリス統治下のビルマ首都ラングーンで、ミン・トゥ・ウン（en:Min Thu Wun、詩人・作家・学者・NLD議員候補）の次男として生まれる。温厚な人柄で人望が厚い人物とされる。
アウンサンスーチーは、ビルマトップの英語学校だったメソジスト英語学校（現ダゴン第一高等学校、en:Basic Education High School No. 1 Dagon）時代の同級生。1962年同校を卒業し、ラングーン大学（現ヤンゴン大学、en:University of Yangon）芸術専攻に入学。1963年に、当時ラングーン芸術科学大学（現ヤンゴン大学）の一部だったラングーン経済大学（現ヤンゴン経済大学、en:Yangon Institute of Economics）に進み、教員として働きながら学位の取得を目指し、1968年経済学修士（統計学）の学位を取得。
1970年から大学のコンピューターセンターでプログラマーや、 システムアナリストを務め、1971年から72年にかけロンドン大学コンピューター科学研究所（en:Institute of Computer Science）に留学。当初は「オックスフォード大卒」とされたが、事実は違ったようだ。なお、1974年の一時期、アジアエレクトロニクス連盟の東京での研修の為来日している。帰国後にラングーン大大学院でもコンピューター学を学び、75年に理学修士（コンピューター科学）を取得し、同年ミャンマー第二産業省（en:Ministry of Industry (Myanmar) 2）重工業企業局課長補佐となる。1980年計画・財務省外国経済関係局副課長。1987年アーサー・D・リトル経営大学院（現ハルト・インターナショナル・ビジネススクール）留学。
1992年に退官して国民民主連盟（NLD）に入党。スーチーの自宅軟禁中、外部との対話を取り持ち、食料や医薬品その他の生活必需品を提供したという。2000年に、アウンサンスーチーがヤンゴンからマンダレーに移動しようとしたのを幇助した容疑で9人の活動家とともに逮捕され、4ヶ月間インセイン刑務所で勾留された。
慈善事業や開発プロジェクトを扱うスーチーのドーキンチー財団の運営を支援しており、2012年、同財団の幹部となった。
1973年に結婚した妻Su Su Lwin（en:Su Su Lwin）はNLDの下院議員（ヤンゴン地方域トングワ郡区選出）で、下院外交委員長を務める。義父U Lwin（en:U Lwin）もNLD創設者の一人。
2015年11月8日に実施された総選挙でNLDは圧倒的な勝利を収めた。ただ、軍事政権下で制定された憲法の規定では外国籍の配偶者や子を持つ者は大統領になることはできず、イギリス国籍の息子を持つNLD党首のアウンサンスーチーは大統領就任資格を奪われている。新政権を担うこととなったNLDは憲法の条項を棚上げするなどの措置によってアウンサンスーチーの大統領就任を模索したものの、そうした措置には軍部が強硬に反対した。これによってNLDは、アウンサンスーチーの側近であってその「代理」を務めることができる人物として、ティンチョーを自党の大統領候補に擁立した。2016年3月10日にティンチョーはミャンマー議会で大統領候補に指名された。3月15日には正式に大統領に選出され、3月30日に大統領就任式が上下両院合同の連邦議会で行われ正式に就任。健康問題を抱えていたが、2018年3月21日に大統領職を辞任した。

## 政策

### 閣僚
アウンサンスーチーはかねてから、新大統領は何らの権限を持たない傀儡であって全てを決定するのは自分であると明言していた。新政権ではアウンサンスーチーは外務大臣兼大統領府大臣、さらには新設の「国家顧問」に就き、政権の実権を掌握する体制を整えた。
大統領選で落選した他の2人は副大統領になる。1人目は軍人議員団が擁立した元中将でヤンゴン管区首相のミンスエ、2人目はNLDの国会議員（民族代表院選出）で少数民族チン族出身のヘンリーバンティオ。

## 著書
- （Dala Ban名義）"The Father's Life: Glimpses of my Father"